# One Wish
One Wish è una sitcom per ragazzi prodotta da DeA Kids che deriva dalla serie New School. La serie debutta su DeA Kids il 13 giugno 2022.

## Trama
Vivien e Anna sono sorelle per caso: vivono nella stessa casa dopo il matrimonio dei rispettivi genitori, ma le cose non vanno come avevano immaginato. Le loro differenze sono sotto gli occhi di tutti e andare d'accordo è una grande fatica. Cosi le ragazze decidono di creare la One Wish, che potrebbe essere la soluzione per guadagnare soldi e andare così a vivere ognuna in una casa diversa. Passare del tempo insieme le farà ricredere: le due impareranno a capirsi e ad apprezzare ognuna la compagnia dell'altra.

## Episodi
| Stagione       | Episodi | Prima TV originale |
| -------------- | ------- | ------------------ |
| Prima stagione | 26      | 2022               |

## Personaggi e interpreti
- Anna, interpretata da Cloe Romagnoli.
- Vivien, interpretata da Noemi Brazzoli.
- Mary-Anne, interpretata da Giulietta Rebeggiani.
- Hector, interpretato da Francesco Sais.
- Mr. Mandelli, interpretato da Marco Brinzi.
- Angelica, interpretata da Carolina Di Domenico.
- Ricky, interpretato da Domenico Reale.
- Drusilla, interpretata da Cristina Noci.
- Jessica, interpretata da Chiara Fabiano.
- PJ Mayo, interpretato da Jonis Bascir.

## Sigla
La sigla è interpretata da Angela Pascucci e viene usata sia in apertura che in chiusura.